# Eduard Valenta
Eduard Valenta, né à Vienne le 5 août 1857 et mort dans la même ville le 19 aout 1937 est un chimiste spécialiste de photographie.

## Biographie
Après des études en chimie, Eduard Valenta travaille dans l'usine chimique de Felix Fischer  près de Vienne (1884-92), puis il devient professeur de photochimie à l'école Graphische Lehr- und Versuchsanstalt à Vienne. Il y dirige le département de recherche de  photographie scientifique et appliquée et de la reproduction photomécanique. En 1923 à la retraite de Josef Maria Eder, il est directeur de la Graphische Lehr- und Versuchsanstalt.
Le chimiste contribue à la photographie par des articles co-écrits avec Josef Maria Eder sur les spectres des éléments chimiques. En 1894, il publie un livre sur la photographie interférentielle de Gabriel Lippmann et les améliorations qu'il y apporte. Il travaille dans le domaine des rayons X. Puis Valenta développe les premiers rayons X stéréo et publie un livre sur les papiers d'impression. Ses autres travaux comprennent l'utilisation du rouge de glycine et du violet d'éthyle comme colorants sensibilisants (1898-1899) ; l'analyse spectrale de centaines de colorants à l'aniline et de leur aptitude à filtrer la lumière et à imprimer des encres  et des recherches sur la reproduction photomécanique.

## Galerie photos

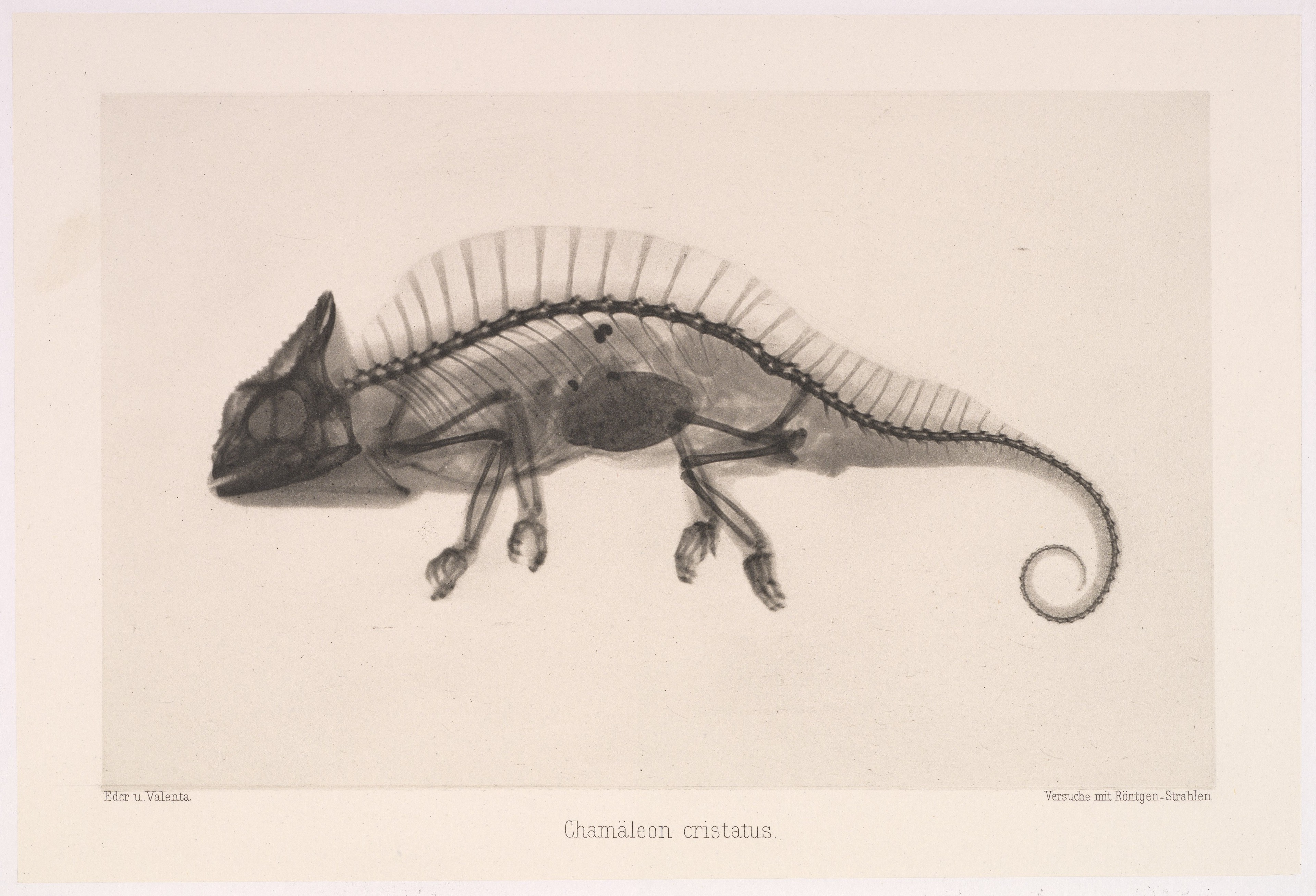
Caméléon
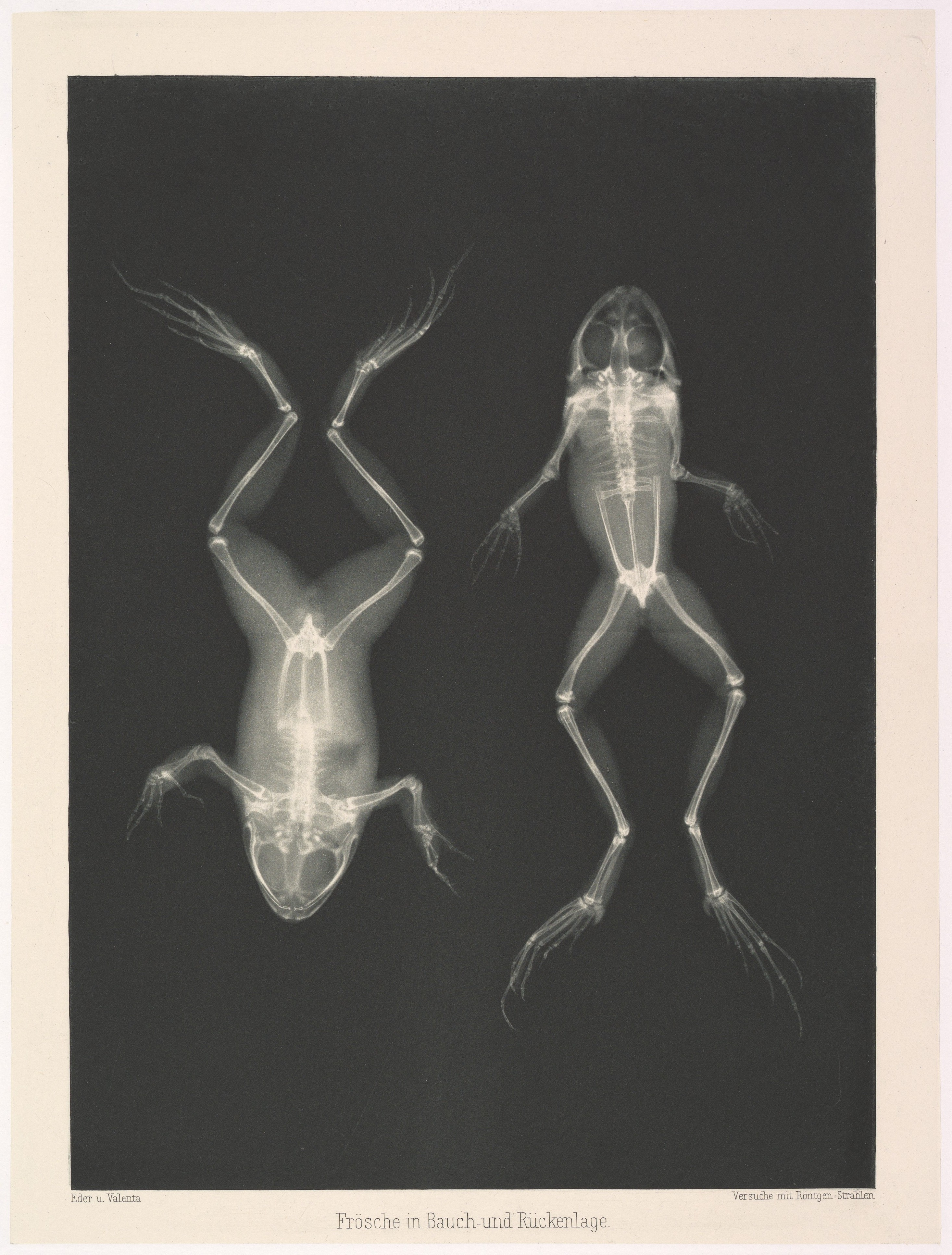
Grenouille
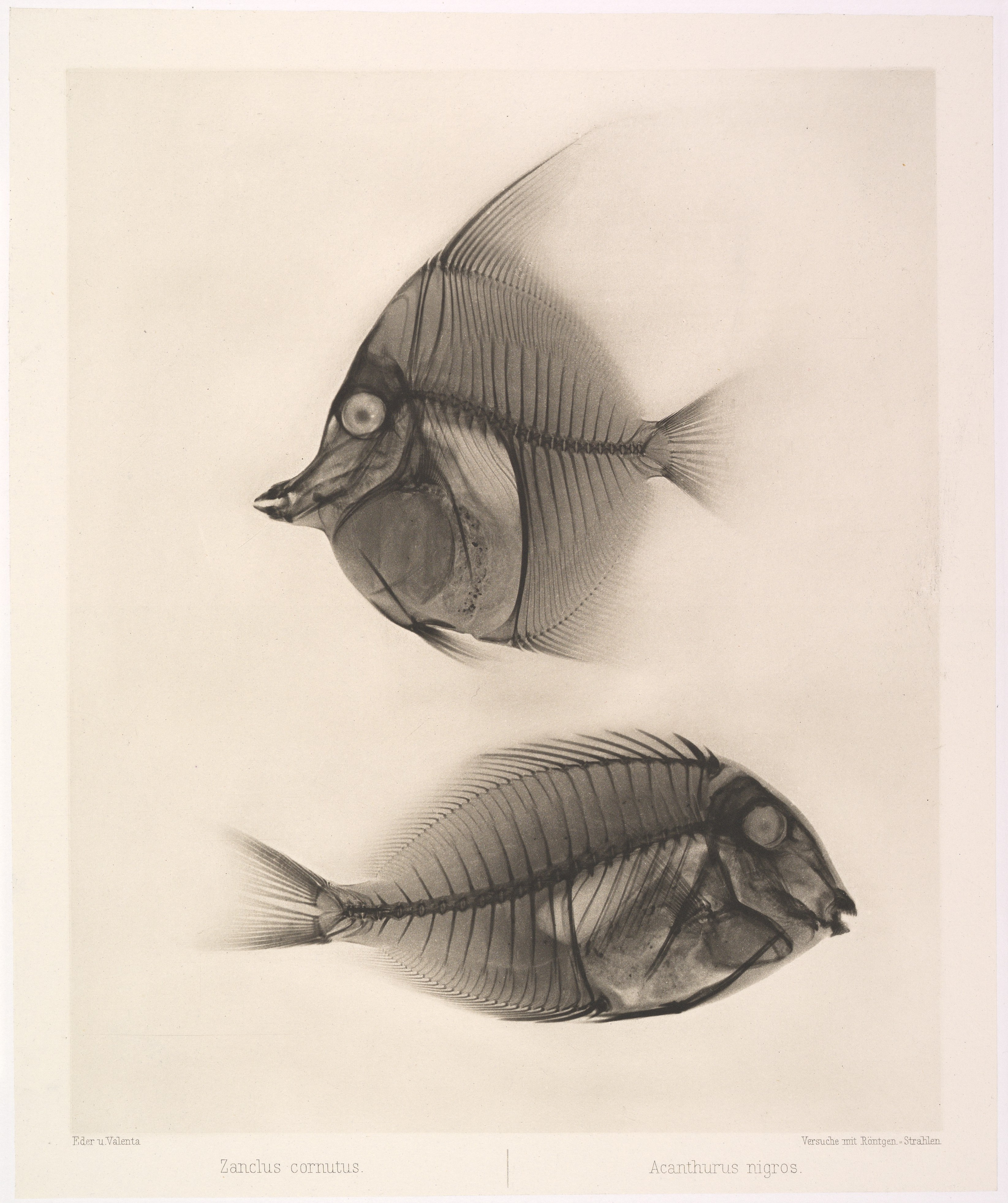
poissons
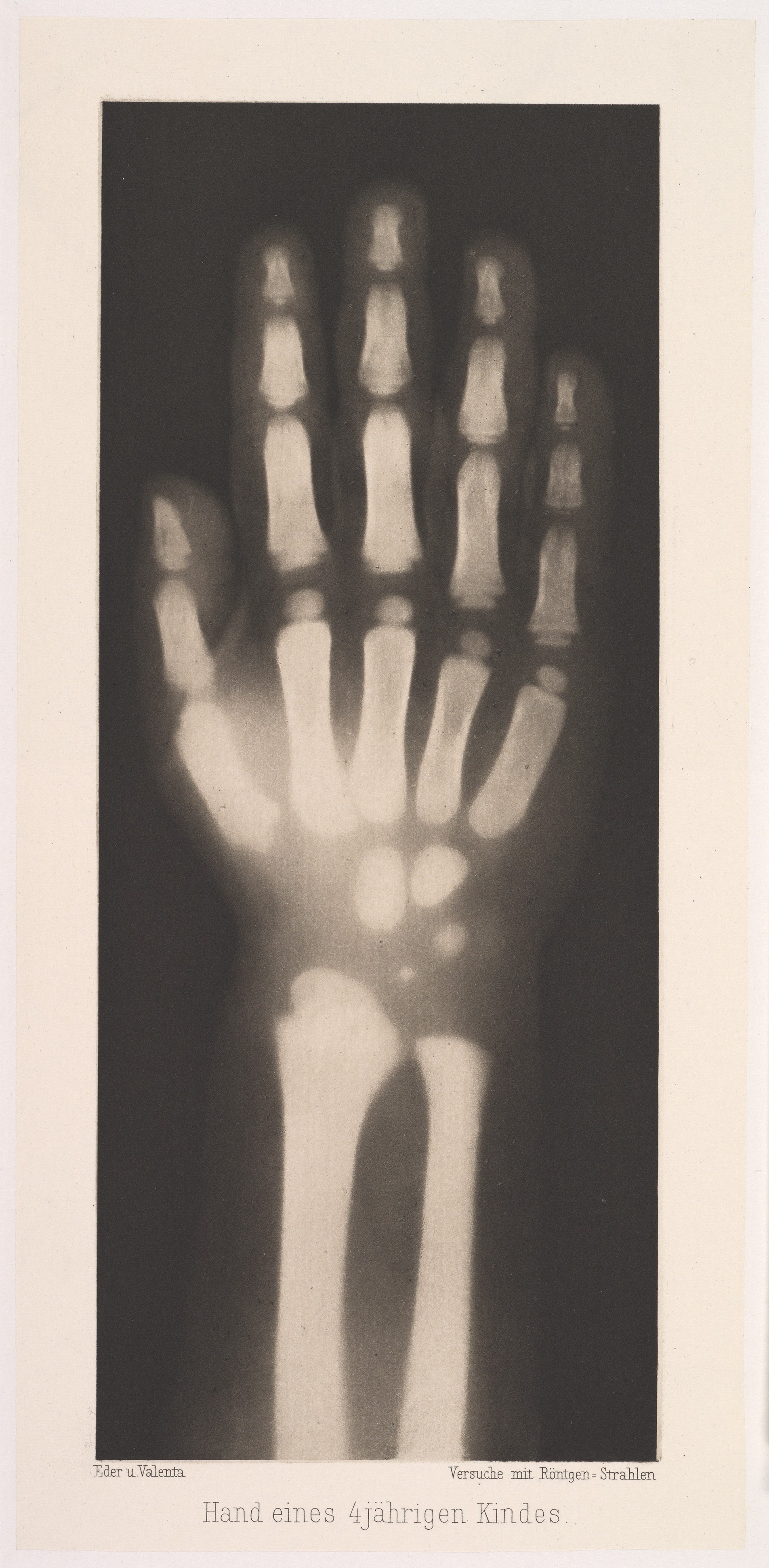
Main d'un enfant de 4 ans